# 소피 카디유

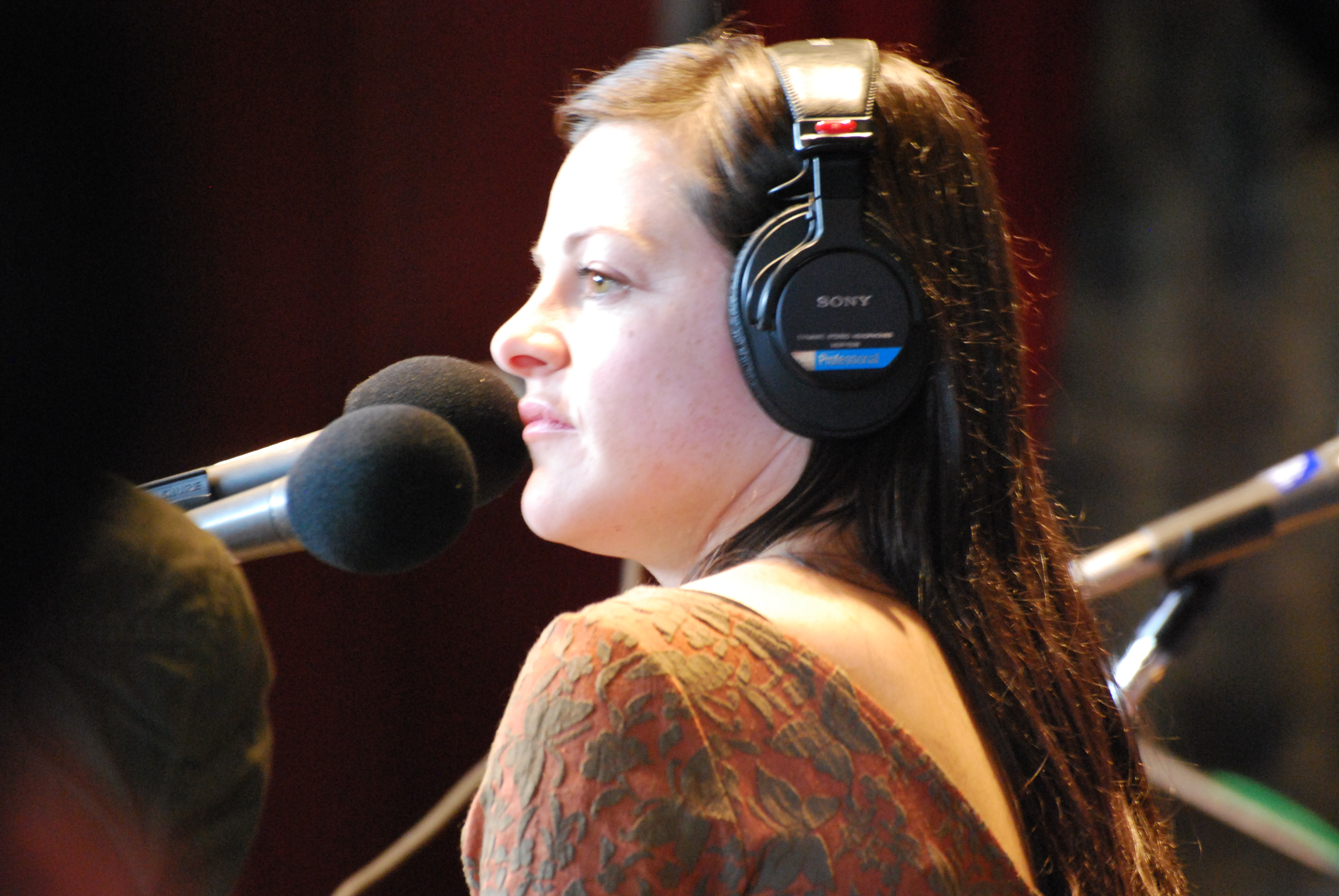

소피 카디유(Sophie Cadieux, 1977년 8월 25일 ~ )는 캐나다 퀘벡주에서 태어난 배우이다.

## 영화
- 슈퍼 레이스 (2018년)
- 앵글 모트 (2011년) - 줄리 역
- 질투 (2010년)
- 어리석은 침묵 (2010년)